# Agustín Tabárez
Agustín Tabárez, vollständiger Name Agustín Tabárez Costas, (* 15. Oktober 1994 in Pando) ist ein uruguayischer Fußballspieler.

## Karriere

### Verein
Der 1,73 Meter große Defensivakteur Tabárez stammt aus der Nachwuchsmannschaft des uruguayischen Erstligisten Nacional Montevideo, für die er mindestens seit der Spielzeit 2009/10 aktiv ist. In der Apertura 2013 erzielte er einen Treffer für die Mannschaft der „Cuarta Division“.
In der Ersten Mannschaft kam er in der Primera División noch nicht zum Einsatz. Allerdings wurde er bereits im Torneo Preparación der Saison 2011/12 einmal bei den Profis eingesetzt. Im März 2017 verpflichtete ihn der Zweitligist Canadian Soccer Club. Dort debütierte er am 6. Mai 2017 beim 1:1-Unentschieden in der Partie gegen den Tacuarembó FC in der Segunda División, als er von Trainer Rodrigo Sánchez in der 46. Spielminute für José Sardón eingewechselt wurde. Bislang (Stand: 13. Juli 2017) absolvierte er zehn Zweitligaspiele (kein Tor).

### Nationalmannschaft
Tabárez nahm mit der uruguayischen U-17-Auswahl an der U-17-Südamerikameisterschaft 2011 in Ecuador sowie an der U-17-Weltmeisterschaft 2011 in Mexiko teil. Die Südamerikameisterschaft beendete die Celeste hinter der brasilianischen Auswahl auf dem zweiten Platz. Tabárez stand dabei mindestens beim 1:1 in der Endrundenpartie gegen Argentinien in der Startelf. Beim nachfolgenden 3:2-Sieg gegen Kolumbien kam er als Einwechselspieler zum Zug. Bei der WM gewann Uruguay den Vize-Weltmeistertitel. Tabárez kam im Verlaufe des Turniers allerdings nicht zum Einsatz.

### Erfolge
- U-17-Vize-Weltmeister 2011
- U-17-Vize-Südamerikameister 2011